# Aleksandra cieszyńska
Aleksandra (ur. po 1412, zm. po 1460), córka Bolesława I, księcia cieszyńskiego, i jego drugiej żony Eufemii, żona węgierskiego możnowładcy Władysława z Gary.
Była jedyną znaną córką Bolesława I cieszyńskiego, siostrą Wacława I, Władysława, Przemysława II i Bolesława II. Imię otrzymała po swojej babce macierzystej, Aleksandrze, księżnej mazowieckiej.
Miała syna Joba i córkę Annę.
Po raz ostatni występuje w dokumentach 6 października 1460 roku.
| 4. Przemysław I Noszak    |  |                          |  |  |                          |
|                           |  | 2. Bolesław I cieszyński |  |  |                          |
| 5. Elżbieta bytomska      |  |                          |  |  |                          |
|                           |  |                          |  |  | 1. Aleksandra cieszyńska |
| 6. Siemowit IV mazowiecki |  |                          |  |  |                          |
|                           |  | 3. Eufemia mazowiecka    |  |  |                          |
| 7. Aleksandra Olgierdówna |  |                          |  |  |                          |
|                           |  |                          |  |  |                          |